# Soldotna
Soldotna es una ciudad ubicada en el borough de Península de Kenai en el estado estadounidense de Alaska. En el año 2000 tenía una población de 3759 habitantes y una densidad poblacional de 209,2 personas por km².

## Geografía
Soldotna se encuentra ubicada en las coordenadas 60°29′12″N 151°4′31″O / 60.48667, -151.07528.

## Demografía
Según la Oficina del Censo en 2000 los ingresos medios por hogar en la localidad eran de $48.420, y los ingresos medios por familia eran $52.372. Los hombres tenían unos ingresos medios de $43.162 frente a los $24.598 para las mujeres. La renta per cápita para la localidad era de $21.740. Alrededor del 6,6% de la población estaban por debajo del umbral de pobreza.